# Akon
Akon (engelskt uttal: /ˈeɪkɒn/), egentligen Aliaune Damala Badara Akon Thiam, född 16 april 1973 i Saint Louis, Missouri, är en senegalesisk-amerikansk R&B-sångare och låtskrivare, rappare och producent. Akon blev berömd år 2004 med singeln "Locked Up" från debutalbumet Trouble. Hans andra studioalbum Konvicted nominerades till en Grammy-utmärkelse för singeln "Smack That". Akon grundade skivbolagen Konvict Muzik och Kon Live Distribution. Han är en av seklets mest framgångsrika och mångsidiga R&B-sångare. Enligt finansmagasinet Forbes överstiger Akons årliga intäkter 30 miljoner amerikanska dollar. Han sjunger ofta hooks på andra artisters låtar och har gästmedverkat på 40 singlar på Billboard Hot 100. Han är den enda artisten som samtidigt har hållit både första- och andraplatsen på Billboard Hot 100-listan. Akon har Grammynominerats sex gånger. Han har producerat flera hitlåtar för andra artister som Lady Gaga, Colby O'Donis och Leona Lewis. Många av Akons sånger börjar med ljudet av skramlande celldörrar och Akon som säger "konvict" (som åsyftar engelskans "convict" för straffånge, A-kon blir "en fånge"). Akon blev populär var låtarna. Akon säger själv att hans fullständiga namn är Aliaune Damala Akon Thiam men andra menar att uppgifterna om hans egentliga namn och födelseår är tvetydiga. Han kallas i allmänhet Aliaune Thiam men även Aliaune (eller Alioune) Badara Thiam förekommer. Juridiska dokument som The Smoking Gun har publicerat bekräftar namnen Aliaune Damala Thiam samt att han är född 16 eller 30 april 1973. Nyhetsbyrån AP anger år 1973 men BBC menar att Akon föddes 14 oktober 1981. I intervjuer har Akon sagt att han inte vill tala om sin ålder.

## Barndom och uppväxt
Akon är son till slagverkaren och jazzmusikern Mor Thiam. Han växte upp i ett musikaliskt hem och lärde sig spela flera musikinstrument, inklusive handtrumman djembe. Han föddes i staden St. Louis i Missouri, USA men bodde i Dakar, Senegal tills han var 7 år och delade därefter tiden mellan USA och Senegal tills han var 15 år då familjen bosatte sig i Jersey City, New Jersey.
Under tre år som han säger att han tillbringade i fängelse började Akon uppskatta sin musikaliska bakgrund och finna sin egen talang. Han skrev och spelade in sina första låtar i sin hemstudio. Hans unika stil med Västafrikanskt inflytande öppnade dörrarna på skivbolaget SRC-Universal som gav ut debutalbumet Trouble 2004.

## Privatliv och anklagelser
Akon tillbakavisar rykten om att han har tre fruar och säger att han bara har en, som heter Tomeka. Han säger också att han har sex barn med tre olika kvinnor. Akon önskar hålla sin familj utanför det offentliga ljuset. Han säger även att hans religion, islam, gör honom till en bättre människa och vägleder honom i relationerna till andra människor. Akon har en välgörenhetsorganisation för eftersatta barn i Afrika som heter Konfidence Foundation.
Han äger en diamantgruva i Sydafrika och har sagt att konfliktdiamanter inte existerar. Senare accepterade han att "blodsdiamanter" finns och förklarade att han är delägare i en afrikansk gruva som aktivt arbetar för att undvika sådana diamanter, och som också donerar vinster till lokalsamhällen.
I april 2008 rapporterade "The Smoking Gun" att Akons påstådda kriminella bakgrund och fängelsehistoria var dramatiskt överdrivna. Akons egna uppgifter om att ha varit del i en bilstöldsliga och att ha tillbringat tre år i fängelse bestreds med domstolsprotokoll och utsagor från kriminalpoliser som känner till hans fall. Enligt The Smoking Gun har Akon varken dömts för något brott eller avtjänat något fängelsestraff under tidsperioden 1999-2002 som det har hävdats. Akon själv uttalade att försöken att misskreditera honom är meningslösa eftersom det är en period som han försöker glömma. Senare svarade han att han aldrig hade tillbringat tre påföljande år i fängelse, men flera kortare strafftider som tillsammans utgjorde tre år och att The Smoking Gun har missuppfattat detta.

## Karriär

### 2004-2006: Debut medTrouble
Akons debutalbum, Trouble, släpptes den 29 juni 2004. Det innehöll bland annat singlarna "Locked Up" och "Lonely" såväl som "Belly Dancer (Bananza)", "Pot Of Gold" och "Ghetto". Efter vad som uppgivits kom inspirationen till debutsingeln "Locked Up" från ett tvåårigt fängelsestraff för bilstöld. Singeln nådde topp tio på singellistan i USA och topp fem i Storbritannien. "Ghetto" spelades mycket på radion efter att ha blivit remixad av Green Lantern med verser från rapparna Tupac och The Notorious B.I.G.. År 2005 släppte Akon singeln "Lonely", som samplar Bobby Vintons "Mr. Lonely". Sången nådde topp fem på Billboard Hot 100 och toppade singellistorna i Australien, Storbritannien och Tyskland. Albumet nådde i april 2005 förstaplatsen på försäljningslistan i Storbritannien. Akons popularitet ökade när han medverkade i låten "Soul Survivor" på Young Jeezys debutalbum Let's Get It: Thug Motivation 101. Akons manager Robert Montanez sköts till döds i december 2005 efter en dispyt i New Jersey.

### 2006-2008:Konvicted
Akons andra album Konvicted gavs ut 14 november 2006 och inkluderade samarbeten med bland andra Eminem, Snoop Dogg och Styles P. Singeln "Smack That" från albumet gavs ut tillsammans med Eminem i augusti 2006. Låten höll under fem påföljande veckor andraplatsen på Billboardlistans Hot 100. Musikvideon för "Smack That" regisserades av Raymond Garced. Albumet Konvicteds andra singel, "I Wanna Love You" släpptes i september 2006. Artisten Snoop Dogg medverkade och låten nådde förstaplatsen på Billboard Hot 100, Akons första. Den toppade listorna i USA i två veckor. I januari 2007 släpptes albumets tredje singel "Don't Matter" som också nådde Billboardlistans förstaplats. "Mama Africa" kom ut i Europa i juli 2007 och månaden därpå debuterade albumets femte singel "Sorry, Blame It on Me" på sjunde plats på Billboardlistan Hot 100 sjunde plats. Ytterligare en singel gavs ut, "Never Took the Time". Konvicted sålde 286 000 exemplar den första veckan och debuterade på andra plats på Billboard 200. Efter sex veckor hade över en miljon skivor sålts i USA och ytterligare några hundra tusen exemplar världen över. Albumet certifierades platina efter sju veckor och som dubbelplatina efter sexton veckor. Billboard 200 listade Konvicted bland topp 20 under 28 veckor i rad och på fjärde plats vid fyra olika tillfällen. Den 20 november 2007 certifierades albumet trippel platina av RIAA. Fler än 3 miljoner exemplar hade då sålts i USA.

### Juridiska problem
Akon kritiserades i april 2007 för att under ett scenuppträdande ha simulerat sex med Danah (Deena) Alleyne, en predikants dotter som då var femton år. Incidenten ägde rum under en låtsastävling på en nattklubb i Trinidad och Tobago. Klubben hävdade att åldersgränsen för inträde var 21 år. Förloppet filmades av Akons arbetslag och publicerades på Internet. Lokala nyhetskanaler sände videon 20 april. Som en konsekvens valde mobiloperatören Verizon att inte sponsra Gwen Stefanis turné The Sweet Escape där Akon uppträdde som förband. Skivbolaget Universal Music Group krävde att videoklippet skulle tas bort från videodelningssajten Youtube på grund av upphovsrättsintrång. Efter kritik hävde skivbolaget i maj 2007 sitt upphovsrättliga krav och videon återpublicerades då på Youtube. I låten Sorry, Blame It On Me så sjunger han I’m sorry for Club Zen getting shut down I hope they manage better next time around
How was I to know she was underage?
In a 21 and older club they say
Under en konsert den 3 juni 2007 i staden Fishkill, New York slängde en åskådare ett objekt mot Akon på scenen. Sångaren bad publiken att identifiera personen. Väktare förde en 15-årig man till scenen där Akon lyfte upp denne, hissade honom över axlarna och kastade därefter honom från scenen ner till åskådarna. Flera åskådare publicerade videoklipp på Internet. Akon hävdade att incidenten var arrangerad. Han anklagades för att ha försatt en minderårig i fara (en förseelse) och trakasserier av andra graden (ett brott). Åtal väcktes 3 december 2007 i staden Fishkills domstol.  När åtalspunkterna reducerades erkände Akon sig skyldig och dömdes 17 december 2008 till böter om 350 amerikanska dollar samt 65 timmars våldsförebyggande samhällstjänst.

### 2008-2009:Freedom

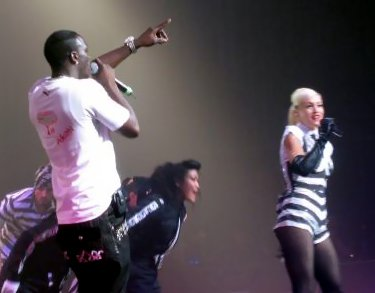
Akon med Gwen Stefani under The Sweet Escape Tour.

Akons tredje album Freedom kom ut 2 december 2008. Jämfört med tidigare album lutar det åt genrerna pop och danspop. Tre singlar från albumet släpptes: "Right Now (Na Na Na)", "I'm So Paid" (med Lil Wayne och Young Jeezy), samt "Beautiful" (med Kardinal Offishall och Colby O'Donis). Efter Michael Jacksons plötsliga frånfälle 25 juni 2009 gav Akon ut en hyllningssång med namnet "Cry Out of Joy". De båda artisterna hade arbetat tillsammans under några år. David Guetta samarbetade med Akon för låten Sexy Bitch, Akons första i genren house. Singeln nådde förstaplats på listor i sex länder och plats nummer fem på Billboardlistan Hot 100. Låten finns också på David Guettas album One Love, hans 19:e top 20-hit världen över.

### 2010-nuet:Stadium
Akons fjärde album som har haft arbetsnamnet Stadium skulle ges ut under år 2010 men är försenat och kommer någon gång i början av 2011. Namnet är inte bekräftat men Akonic eller Stadium är kandidaterna. Akon har bekräftat att tre gästartister medverkar på albumet, Lady Gaga och DJ Chuckie i ett spår respektive och David Guetta som producerar tre låtar. Enligt rykten kallas den första singeln "Nosy Neighbor"; en annan låt som har läckt på Internet kallas "Party Animal", och en tredje singel  kallas "Life Of A Superstar".

## Övrigt

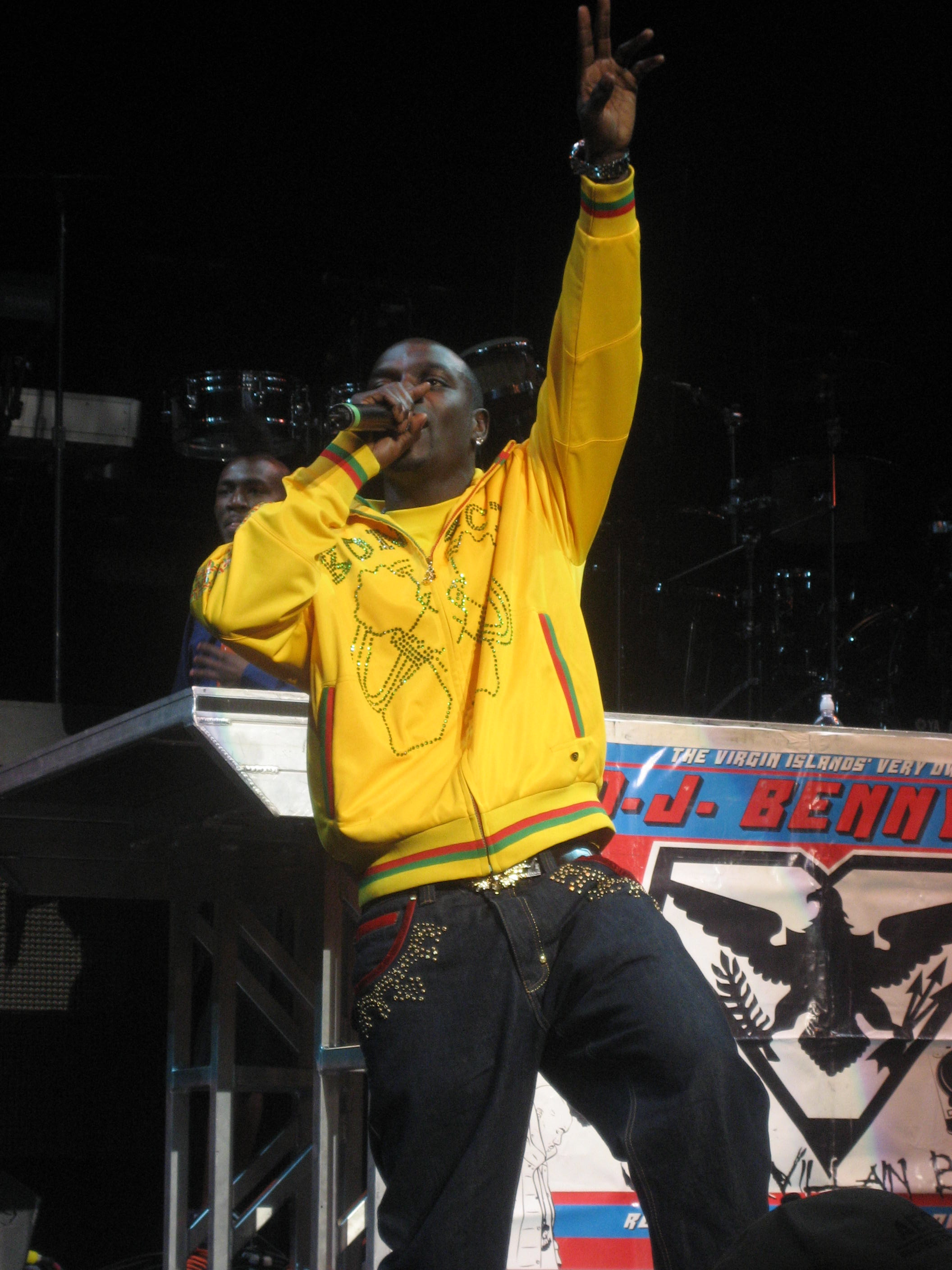
Akon 2007.

År 2006 startade Akon skivbolaget Kon Live Distribution, ett dotterbolag till Interscope Records. Den första artisten han signade blev Ray Lavender.
Akon gästade Gwen Stefanis album The Sweet Escape. Han gjorde ett framträdande på titelspåret och den andra singeln "The Sweet Escape", vilken han även producerade. "The Sweet Escape" nådde som bäst andraplatsen på Billboardlistans "Hot 100". Från april till juli 2007 uppträdde Akon tillsammans med Gwen Stefani på The Sweet Escape Tour. Från juli till september turnerade han ensam och i september turnerade han med Rihanna på Good Girl Gone Bad Tour.
Akon samarbetade med Chamillionaire på dennes mixtape Mixtape Messiah 2. Han gästar låten "Ridin' Overseas", vilken han även producerade. Mixtapet blev tillgängligt för nedladdning från Chamillionaires webbplats den 24 december 2006. Akon gästade även Bone Thugs-n-Harmonys album Strength and Loyalty och Three 6 Mafias åttonde studioalbum, Last 2 Walk, We The Best av DJ Khaled, Fabolous album, From Nothin' to Somethin', med 50 Cent på vissa spår på albumet Curtis, T.I.'s femte album, T.I. vs. T.I.P. samt Marios tredje soloalbum Go!.
I november 2007 gjorde Akon en remix på låten "Wanna Be Startin' Somethin'" med Michael Jackson. Den släpptes i februari 2008. 
I det senaste Michael Jackson albumet Michael från 2010 har Akon gjort en duett tillsammans med Michael i låten "Hold my Hand" vilket blev den stora "hitten" på albumet.
Akon gästade Kat DeLunas sång "Am I Dreaming". Han skrev och producerade Leona Lewis' hitsingel "Forgive Me" från hennes debutalbum Spirit.
Akon rekryterar även artister till sitt eget skivbolag. Han signade bland annat Colby O'Donis och producerade låtarna "What You Got" och "Beautiful".
Akon och Young Jeezy håller för närvarande på att spela in ett album tillsammans. Efter singeln "Soul Survivor" 2005 sade duon att det finns mycket mer att vänta från dem i framtiden.
Akon har också ett eget klädesbolag och klädesmärke, Konvict Clothing.

## Diskografi
- Trouble 2004
- Illegal Alien Vol.1 2005
- Konvicted 2006
- In My Ghetto 2007
- In My Ghetto Vol. 2 2008
- Freedom 2008
- Stadium 2014

## Samarbeten
- 2009: Obetitlat album (med Pharrell Williams, Nelly och T-Pain)
- 2009: Obetitlat album (med Young Jeezy)